# نساء صعاليك (فلم)
نساء صعاليك هو فيلم مصري من إخراج نادية حمزة وبطولة سهير رمزي، سماح أنور، فيفي عبده، صفاء السبع وتحية كاريوكا، صدر الفيلم في 21 يناير 1991. جميع الممثلين من النساء وهو أول فيلم مصري يشترك فيه النساء فقط.

## نبذة
سامية زوجة لرجل الأعمال المليونير عادل الذي تنجح سكرتيرته مها في استمالته إليها، ليتزوج منها وينفصل عن زوجته، كما تحقد سعاد على ابنة عمها سامية، وتخطط للزواج من عادل بعد فشلها ست مرات في زيجات سابقة، تلجأ سامية وسعاد للشعوذة والسحر للفوز بعادل، تستعين سامية بصديقتها الحفية نوال لاستعادة زوجها لكنها تطمع فيه وتتزوجه منها.

## طاقم العمل
- سهير رمزي بدور سامية
- سماح أنور بدور نوال
- فيفي عبده بدور مها
- صفاء السبع بدور سعاد
- تحية كاريوكا بدور لشيخة المشعوذة بطة
- تهاني راشد بدور إيفا
- ميمي جمال بدور سميحة

## وصلات خارجية
- مقالات تستعمل روابط فنية بلا صلة مع ويكي بيانات